# Misijska družba
Lazaristi, punim imenom Misijska družba sv. Vinka Paulskog (lat. Congregatio Missionis, pokrata: CM), su katolički muški crkveni red koji je 1625. utemeljio sv. Vinko Paulski. Poznati su i pod imenom vincentinci (njem. Vinzentiner, engl. Vincentians).
Ime »lazaristi« dobili su po matičnom samostanu Saint-Lazare u Parizu .
1991. je bio u svijetu 3.681 redovnik lazarist.
Zaslužni su za gradnju bolnica po srednjoj Europi.
Godina utemeljenja: 1625., odobrio ga je papa Urban VIII. 1632.
Poznatiji samostani:
Svetci, blaženici i sluge Božje iz njihovih redova: Ivan Gabrijel Perboyre

## Učilišta
Ovaj red vodi ove visokoobrazovne ustanove:
- Adamson University (Filipini)
- DePaul University (SAD)
- Niagara University (SAD)
- St. John's University (SAD)
- Universidad de Sta. Isabel (Filipini)

## Poznati pripadnici
- Vicente Bokalic Iglic, biskup Santiaga del Estero, Argentina[5]
- Ivan Čuković, hrvatski svećenik iz redova lazarista, vjerski pisac, borac za hrvatski jezik u austrijskomu školstvu